# デラ・ヘイデン・ラニー
デラ・ヘイデン・ラニー (英語: Della Hayden Raney、1912年1月10日 - 1987年10月23日)はアメリカ陸軍看護軍団の看護師。第二次世界大戦で任務に就いた最初のアフリカ系アメリカ人看護師であり、また看護師長にもはじめて任官されている。1994年、彼女はアメリカ陸軍航空軍所属の黒人看護師としてははじめて大尉に、また、その後には少佐にまで昇進した。1978年に陸軍を退役。

## 生涯
1912年1月10日、バージニア州サフォークに生まれる。1937年、リンカーン病院看護学校を卒業。リンカーン病院では手術室看護師の責任者として働き、また、軍に入隊する前までにはノースカロライナ州・ウィンストン・セーラムウィンストン・セーラムのK・B・レイノルズ病院とバージニア州・ノーフォークの地域病院で勤務した。
1941年、ラニーは軍務のために出頭し、第二次世界大戦中にアメリカ陸軍看護軍団に所属する最初のアフリカ系アメリカ人看護師となった。少尉に任官されたラニーの最初の配属先はフォート・ブラッグ基地であった。フォート・ブラッグでは看護責任者として働き、翌年にはタスキーギ陸軍飛行場基地病院へと転属した。ラニーはそこで主任看護師として働き、1944年には大尉に昇進した。また、この1944年に、ファチューカ基地へと転属している。当時、唯一ラニーだけがアメリカ陸軍航空軍に所属する黒人女性で大尉の階級にあった。1946年のキャンプ・ビールからの転属前休暇取得時には看護師長であった。また、この年には少佐に昇進した。ラニーはアメリカ陸軍で少佐に昇進した最初の黒人看護師となった 。1950年代には、パーシー・ジョーンズ陸軍医療病院に駐在した。1978年に退役するまで、ラニーはアメリカ陸軍で務めつづけた。
1978年、ラニーの功績はタスキーギ・エアメンたちから称えられた。ラニーはこのタスキーギ勤務時の同僚たちからは「マウ・ラニー」の愛称で呼ばれていた。1987年10月23日死去。のちの2012年、タスキーギ・エアメン財団と全国黒人看護師協会は彼女にちなんだ奨学金を創設した。